# العشة (إربد)
العشة منطقة سكنية تقع في لواء بني كنانة، محافظة إربد في الأردن. تنتمي المنطقة لقضاء بني كنانة الذي يضم 28 منطقة. يقدر عدد سكانها بـ 165 نسمة حسب إحصاء 2015.

## الوصلات الخارجية
- دائرة الاحصاءات العامة